# Hypogeophis rostratus
Hypogeophis rostratus es una especie de anfibio gimnofión de la familia Indotyphlidae. Es la única especie del género Hypogeophis.
Es endémica de las islas Seychelles, concretamente se han encontrado en Mahé, Silhouette, Praslin, La Digue, Félicité, Frégate, Sainte Anne, Cerf, Curieuse y Grand Soeur.
Sus hábitats naturales incluyen bosques secos tropicales o subtropicales, montanos secos, ríos, marismas de agua dulce, corrientes intermitentes de agua dulce, plantaciones, jardines rurales y zonas previamente boscosas ahora muy degradadas.